# شهرستان سنت لوئیس (میزوری)
شهرستان سنت لوئیس، میزوری (به انگلیسی: St. Louis County, Missouri) یک سکونتگاه مسکونی در ایالات متحده آمریکا است که در میزوری واقع شده‌است.

## خصوصیات
شهرستان سنت لوئیس ۱٬۳۵۷٫۱۶ کیلومترمربع مساحت دارد.